# Parc national du Cotopaxi
Pour les articles homonymes, voir Cotopaxi (homonymie).
Le parc national du Cotopaxi (en espagnol : Parque Nacional Cotopaxi) est un parc national équatorien situé autour du volcan Cotopaxi, dans les provinces de Cotopaxi, de Napo et de Pichincha.
Il a été créé le 11 août 1975 et possède une surface de 33 393 ha.
Le parc est susceptible de fermer ses portes au public en raison de l'activité du volcan Cotopaxi.